# Limba filipineză
Limba filipineză (Filipino) este o limbă austroneziană, registrul standard a limbii tagalog  și limba națională a statului Filipine. Împreună cu engleza este și limba oficială a acestui stat.